# Laneuveville-derrière-Foug
Laneuveville-derrière-Foug ist eine französische Gemeinde mit 155 Einwohnern (Stand: 1. Januar 2022) im Département Meurthe-et-Moselle in der Region Grand Est (vor 2016 Lothringen). Sie gehört zum Arrondissement Toul sowie zum Kanton Toul. 

## Geographie
Laneuveville-derrière-Foug liegt etwa 31 Kilometer westnordwestlich von Nancy und etwa acht Kilometer nordwestlich von Toul. Nachbargemeinden von Laneuveville-derrière-Foug sind Lucey im Norden und Nordosten, Bruley im Osten, Foug im Süden und Westen sowie Trondes im Nordwesten.

## Bevölkerungsentwicklung
| Jahr                       | 1962 | 1968 | 1975 | 1982 | 1990 | 1999 | 2006 | 2019 |
| Einwohner                  | 127  | 111  | 108  | 116  | 147  | 143  | 141  | 153  |
| Quellen: Cassini und INSEE |      |      |      |      |      |      |      |      |

## Sehenswürdigkeiten

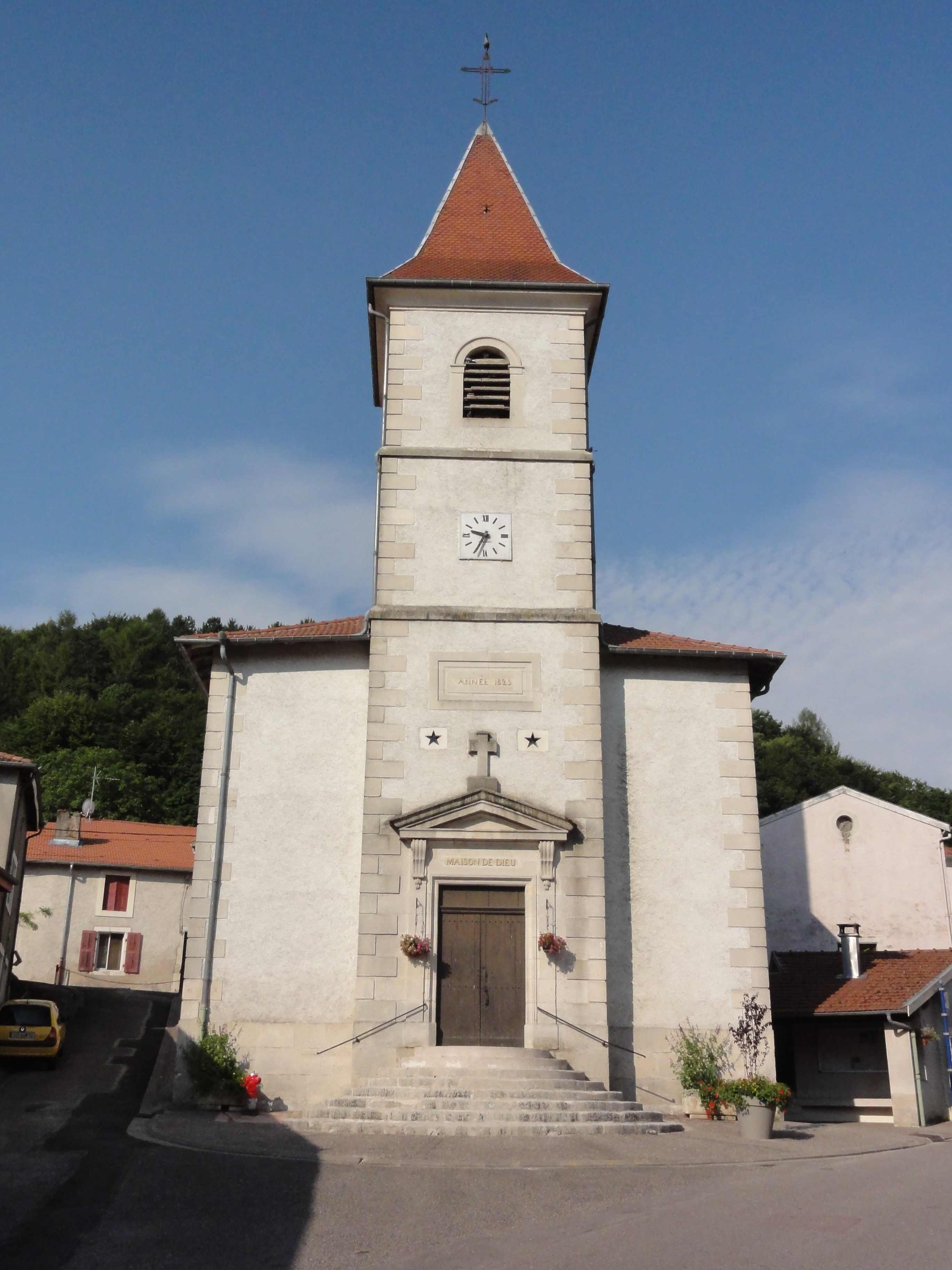
Kirche Saint-Nicolas

- Kirche Saint-Nicolas von 1825